# Stade Francis-Le Blé
Stade Francis-Le Blé – stadion piłkarski znajdujący się w Breście we Francji. Jest własnością miasta Brest, a użytkuje go drużyna Stade Brestois 29. Stadion nosi imię Francis Le Blé, byłego burmistrza Brestu, zmarłego w 1982 roku.
Otwarty w 1922 roku, był kilkakrotnie modernizowany. Ostatnia gruntowna przebudowa zakończyła się w październiku 2007 roku. Jego pojemność wynosi 15 220 miejsc.